# Sistema Estructurat de Triatge
El Sistema Estructurat de Triatge (SET) és un sistema estandarditzat de triatge per als serveis d'urgències, desenvolupat a partir de l'any 2003 al Principat d'Andorra, com a evolució de l'escola australià-canadenca de triatge.

## Historia del SET
El SET neix com a Model Andorrà de Triatge (MAT) i evoluciona com a Sistema Español de Triaje, en ser aprovat i acceptat per diverses societats científiques d'urgències i serveis de salut, com a estàndard de triatge. El Servei Andorrà d'Atenció Sanitària (SAAS) assumeix el MAT l'any 2003, la Societat Catalana de Medicina d'Urgència (SCMU) ho accepta com a estàndard per a Catalunya el 2004, la Sociedad Española de Medicina de Urgencias y Emergencias (SEMES) per a Espanya en 2004, la Societat Andorrana d'Urgències i Emergències (Saue) el 2007, el Servei Català de Salut el 2008 i així successivament fins a l'any 2015, en què és assumit per la Comunitat Autònoma de Cantàbria i Andalusia, sent actualment implementat com a sistema de triatge (o triage, terme generalment usat a Amèrica Llatina) en clíniques i hospitals a Andorra, Espanya, Equador, Xile, Colòmbia, Mèxic, Paraguai i Uruguai.
Els orígens del SET es remunten a l'any 2000, amb el desenvolupament de les bases teòriques d'un nou model de triatge, que neix d'una adaptació conceptual de la Canadian Triage and Acuity Scale (CTAS). L'estiu de 2001, el Dr. Josep Gómez Jiménez va crear els algoritmes clínics base del model, que al juny de 2003, ja com a treball científic, va ser assentat pel seu autor al Registre General de la Propietat Intel·lectual com a obra científica amb el nom: "Triatge estructurat d'urgències. Model Andorrà de Triatge (MAT). Bases conceptuals del Programa d'Ajuda al Triatge (PAT versió 3.0).

## Bases Conceptuals del MAT: El Programa d'Ajuda al Triatge versió 3 (PAT v3)
Al Model Andorrà de Triatge (MAT), la diferenciació entre nivells es duia a terme mitjançant discriminants, preguntes específiques i l'aplicació d'escales de gravetat. L'escala de triatge del Programa d'ajuda al triatge (PAT) versió 3, s'estructurava en una sèrie d'escales generals que s'anaven incloent en les diferents categories simptomàtiques. A partir de cada categoria simptomàtica es desenvolupaven els algoritmes que integraven l'escala de triatge i aspectes específics relacionats amb els motius de consulta inclosos en la categoria simptomàtica.

### Categories simptomàtiques
Eren un conjunt de símptomes o síndromes que el professional d'urgències interpretava i reconeixia a partir del motiu de consulta referit pel pacient, i que permetia classificar els pacients dins d'una mateixa categoria clínica.
El MAT reconeixia 32 categories simptomàtiques i 14 subcategories que s'agrupaven en 578 motius clínics de consulta, tots vinculats a les diferents categories i subcategories simptomàtiques.

### Discriminants
Un discriminant s'entenia com un factor que permetia diferenciar el grau d'urgència entre nivells de triatge. El MAT utilitzava:
- Constants vitals: discriminaven als pacients amb la mateixa simptomatologia, entre el nivell II i el III (temperatura, pressió arterial sistòlica, freqüència cardíaca, SpO2, glucèmia capil·lar, Glasgow, NIHSS).
- Signes vitals anormals (estat de la pell, estat del pols radial, freqüència i profunditat respiratòria i somnolència o confusió).
- Dolor: el MAT disposava d'una guia clínica d'avaluació del dolor al triatge que permetia objectivar els valors que els pacients manifestaven.

### Escales de gravetat
Les escales de coma de Glasgow, del coma no traumàtic, de grau de deshidratació, de gravetat clínica de la dispnea o de gravetat clínica de l'asma entre d'altres, estaven disponibles per a l'ús per part del professional gràcies a la informatització del model.

### Qualitat i monitoratge
El MAT preveia, d'una banda, indicadors de qualitat i, d'altra, el conjunt mínim de dades assistencials d'urgències (CMBDU) per realitzar anàlisis de comparació amb estàndards o benchmarking, tant en adults com en nens i tot això relacionat amb els nivells de triatge.
El CMBDU fa possible també l'anàlisi de casuística o case-mix dels pacients atesos a urgències que es realitza principalment segons dos paràmetres:
- Grau d'urgència: nivell de triatge assignat.
- Complexitat: mesura al classificar als pacients en grups segons la seva destinació des d'urgències (GRUDs) i segons l'edat (GRUDEs)[6]

## Evolució i desenvolupament del SET: El Programa d'ajuda al triatge versió 4 (web_e-PAT v4)

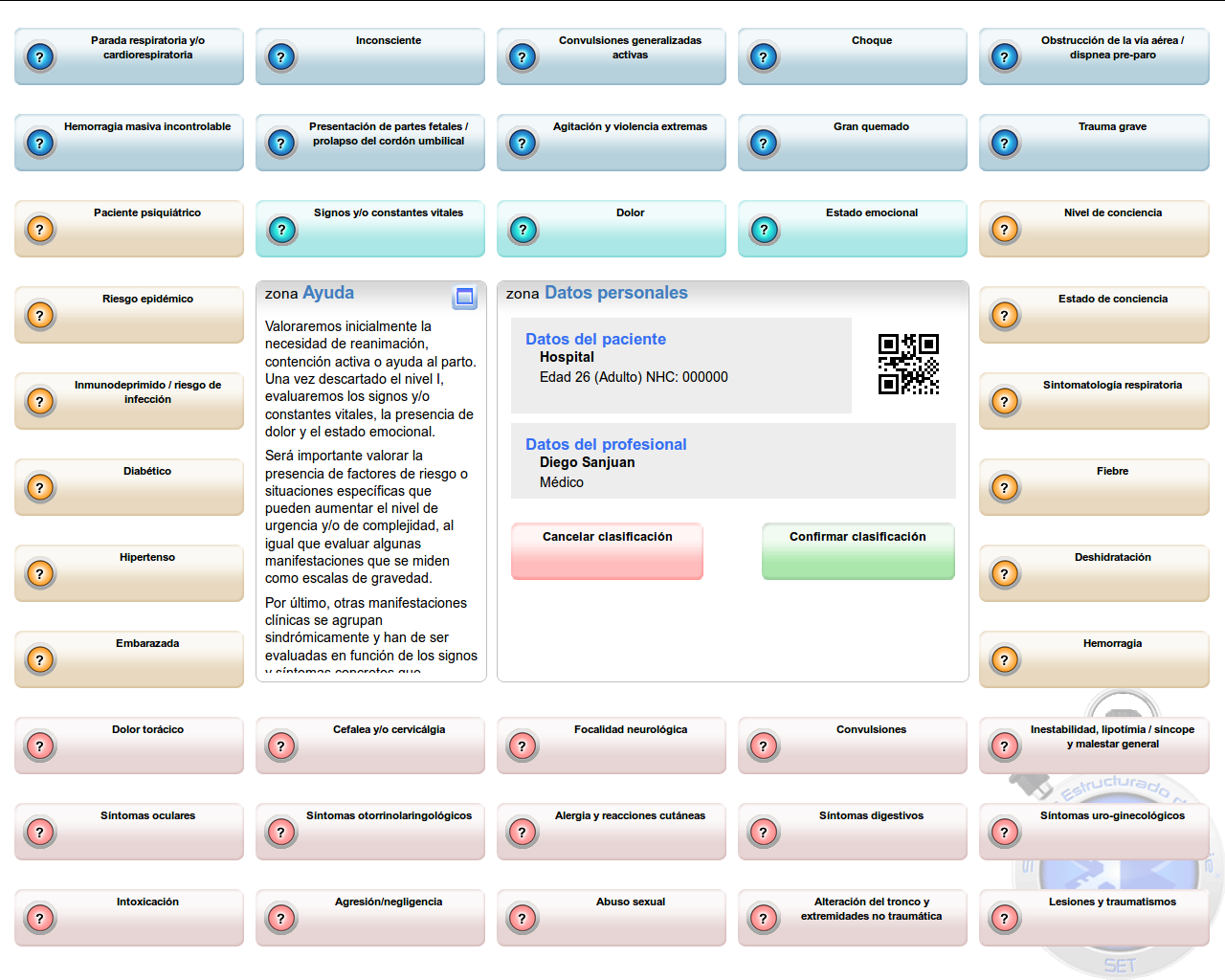
Web_e-PAT

Tot i la fiabilitat i validesa científica que han demostrat la majoria de les escales de triatge de 5 nivells, en estudis controlats i en els seus formats originals, basats en guies d'implementació i formació dels professionals, l'experiència del seu ús ha mostrat problemes de fiabilitat dels resultats en la pràctica clínica (problemes de concordança interprofessional i interhospitalària quan s'aplica sobre pacients en el triatge), que han estat atribuïts a diferents causes:
- Heterogeneïtat en la formació dels professionals.
- Tendència al subtriatge en serveis d'urgències sobresaturats.
- Tendència al subtriatge en situacions agudes comuns.
- Tendència al sobretriatge per justificar llargs temps de demora.
- Tendència al sobretriatge en serveis remunerats per casuística.[8]

És per això que l'any 2009, tenint en compte els problemes detectats i l’evolució que havia patit el treball científic del doctor Josep Gómez Jiménez, va crear un nou treball científic per intentar homogeneïtzar el model i evitar la possible aleatorietat que el personal que l’utilitzava podria imprimir. Aquesta nova obra va ser registrada pel seu autor al Registre General de Propietat Intel·lectual espanyol com a obra científica amb el nom de "Sistema de triatge estructurat. Bases conceptuals del programa d’ajuda de triatge (web-e_PAT), amb el número de seient de registre del 2009/6771. El nou conjunt va convertir l’antiga escala en una escala oberta, basada en factors de risc, escales de gravetat i grups simptomàtics, vinculats a motius de consulta i algoritmes clínics amb ajuda contínua a la decisió.
Els objectius del web_e-PAT segueixen sent: 1.D'ajuda a la decisió protocol·litzada en el triatge; 2.Docent; 3. De control de qualitat del triatge; 4. De suport mèdic-legal fonamental per als professionals que realitzen el triatge.
La nova versió del web_e-PAT, basada en el SET inclou a més una sèrie de funcionalitats noves:
- Accés al sistema controlat per usuari i contrasenya.
- Llistat de pacients ordenat per data d'admissió.
- Afegir pacients admesos a urgències.
- Classificar un pacient.
- Veure detalls del pacient.
- Actualitzar el llistat de pacients.
- Reavaluar pacients del llistat.
- Registre de constants, mitjançant formulari en l'aplicació o bé amb monitors de constants.
- Permet gestionar el destí del pacient.
- Valoració de la complexitat d'un pacient.[10]
- Valoració de la derivabilitat d'un pacient.[11]
- Codis d'activació d'emergència (ICTUS, IAM, PCR, PPT, Agitació extrema, Intoxicació, Sèpsia).
- Permet incloure la discrepància del professional respecte al nivell de triatge, complexitat i derivabilitat.
- Gestionar el tancament del pacient.
- Gestió d'usuaris.
- Veure estadístiques.

La nova versió del SET, manté com a objectiu primari decidir amb facilitat el nivell d'urgència del pacient, diferenciant clarament al pacient adult del nen, mitjançant la incorporació d'una nova escala de triatge pediàtric, incorporant altres variables que permeten avaluar la complexitat del pacient i la seva derivabilitat. D'altra banda, en la seva última versió, el programa permet integrar un gestor de protocols, que, entre d'altres, permet generar protocols de triatge avançat.

## SET Pediàtric
La versió del SET pediàtric es va implantar en col·laboració amb el grup d'urgències de la Societat Catalana de Pediatria, i amb la Societat Espanyola d'Urgències de Pediatria (SEUP). El projecte partia del principi bàsic que "un nen no és un adult en miniatura", de manera que l'escala ideada per a l'adult, no funcionaria igual en el nen. El SET pediàtric ha estat avaluat amb la col·laboració de metges i infermeria de pediatria d'urgències de diferents hospitals espanyols, liderat pel Servei d'Urgències de l'Hospital Sant Joan de Déu (Barcelona) sota llicència de l'autor.
Les característiques específiques del programari són:
- Introducció d'una sèrie de motius de consulta propis del nen.
- Desenvolupament d'una nova escala amb 5 algoritmes diferents en funció de l'edat del pacient:
  - <30 dies
  - 30 dies - 1 any
  - 1-3 anys
  - 3-10 anys
  - 10-14 anys

- Adaptació al nen, en funció de la seva edat, les diferents escales d'avaluació incloses en el web_e-PAT.
- Avaluació dels signes vitals (Triangle d'avaluació Pediàtrica: TEP), les constants vitals i l'escala de dolor adaptades a l'edat del nen, així com el nivell de consciència, a través de l'escala AVPN per al pacient no traumàtic.
- L'Escala de Coma de Glasgow per trauma està adaptada segons l'obertura d'ulls, la resposta verbal i la resposta motora del pacient pediàtric, tenint en compte la dificultat d'aquest per expressar-se. S'inclou la valoració de la Puntuació i índex de Trauma Pediàtric (Pediatric Trauma Score) en el traumatisme greu.
- Modulació de l'accés a la valoració d'algunes simptomatologies que no tenen la mateixa importància en el nen que en l'adult, com ara el dolor toràcic o les convulsions.
- Modificació de diverses escales de gravetat com la de la dificultat respiratòria i el factor de risc embarassada, no aplicable al nen no adolescent.
- Introducció de conceptes vinculats a la complexitat i la cronicitat dins de l'escala de triatge, cosa que no s'introdueix en l'adult fins a la versió 4.5.

## Full de ruta
Durant l'any 2022, els treballs van començar a desenvolupar una nova escala obstètrica i ginecològica dins del SET, que doni resposta a les particularitats observades en pacients d'aquest àmbit. Aquestes obres conclouran amb una nova versió de l'eina i l'escala.
Durant l'any 2024, l'aplicació informàtica del SET ha obtingut el marcatge CE amb el número de llicència 8537 -PS.
Durant l'any 2024, van començar els treballs per desenvolupar una nova escala urològica, que veurà la llum el 2025.
També durant l'any 2024 es va introduir un sistema de cribratge d'abús infantil, lseguint es darreres recomanacions científiques.
https://www.triajeset.com/
https://drive.google.cat/file/d/1dxvls1u3iuosk6kyrreAv3dq-iaerfyg/view?usp=sharing
https://www.youtube.com/watch?v=9-v7ua_mtq
https://drive.google.cat/file/d/1cs6fvzrf1xvzlfov55wwhk3klsrluc/view?usp=sharing